# Pseudoterpna coronillaria
Pseudoterpna coronillaria är en fjärilsart som beskrevs av Jacob Hübner 1814-1817. Pseudoterpna coronillaria ingår i släktet Pseudoterpna och familjen mätare. Inga underarter finns listade.

## Bildgalleri

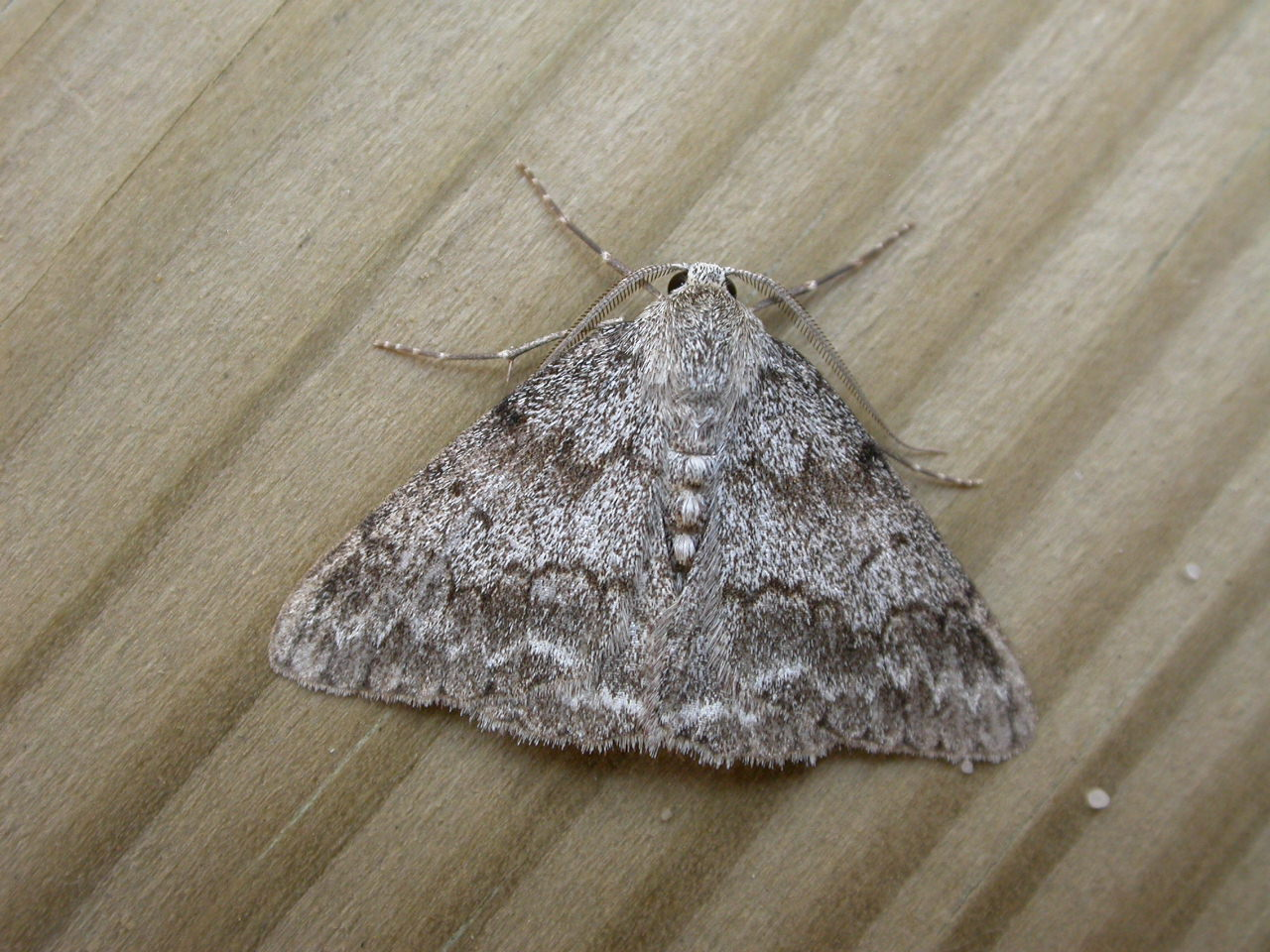
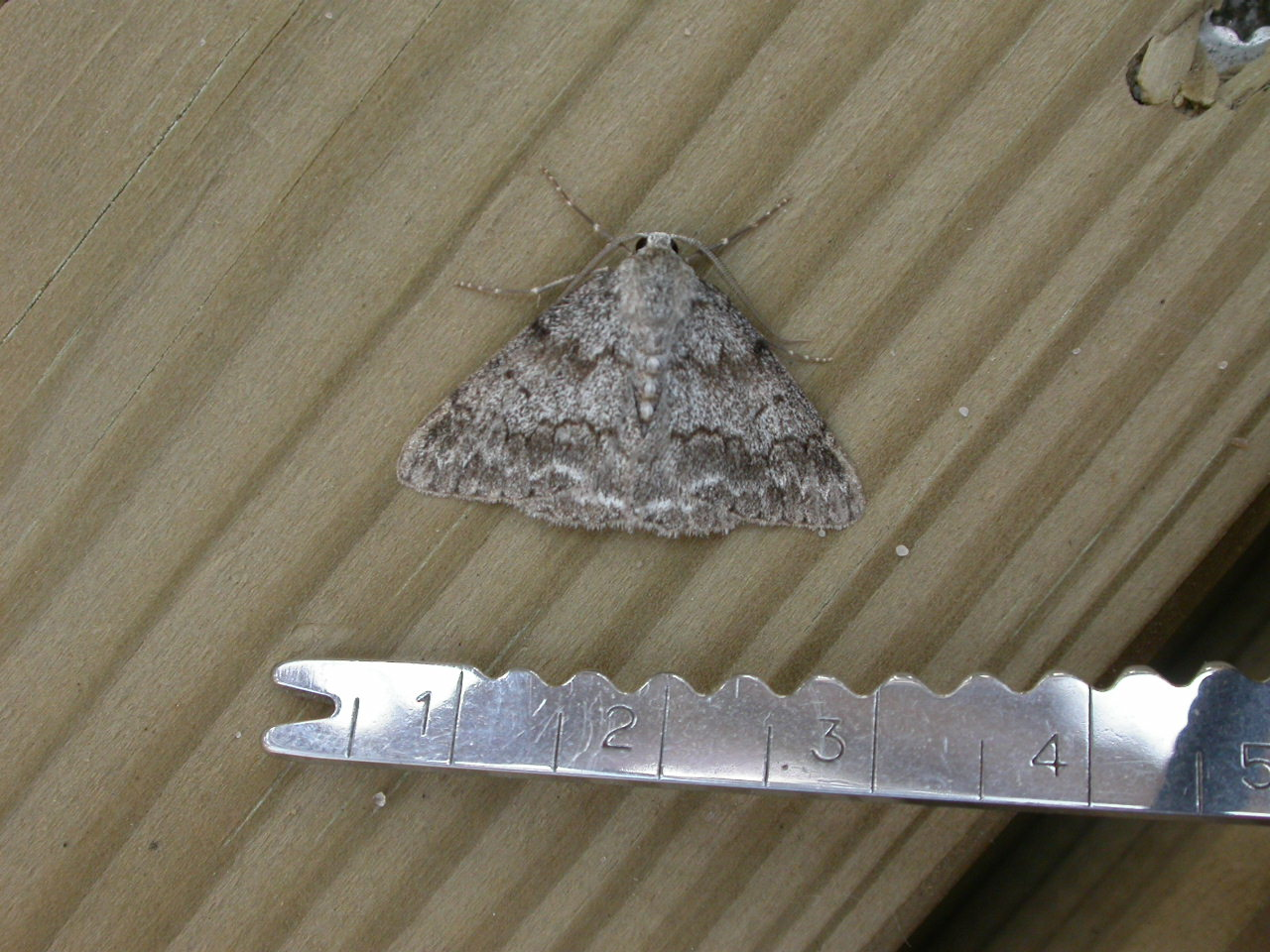